# Direktörn är upptagen
Direktörn är upptagen är en svensk kortfilm av Per Gunvall från 1945. Filmen har formen av en dokumentär där flera vanliga och kända svenskar medverkar och visar upp sina hobbyer. Den visades som förfilm till Fram för lilla Märta av Hasse Ekman.

## Handling
Varför är direktören upptagen? För att han håller på med sin hobby, en fritidssyssla som beskrivs som ”bra på alla sätt”.

## Medverkande i urval
- H.M. Konung Gustaf V (broderi).
- H.K.H. Kronprins Gustaf Adolf (arkeologi).
- Direktören Arvid Öhlin (leker med tåg).
- ”Hobbygeneralen” Robert Dahlin (samlar tidningar).
- Grevinnan Ebba Bonde (samlar porslinspapegojor).
- Redaktören Torsten Tegnér (badar bastu).
- Greve Arvid Posse (samlar miniatyrböcker).
- Friherre Carl Jedvard Bonde (samlar klockor).